# Tramwaje w Satu Mare
Tramwaje w Satu Mare – system tramwajów miejskich istniejących w latach 1900–1906 w Satu Mare, w północno-zachodniej Rumunii.

## Historia[1]
Wąska, zmodyfikowana linia kolejowa została wybudowana w 1900 roku, a tramwaje w Satu Mare rozpoczęły działalność 8 listopada 1900 roku. Linia była zelektryfikowana i prowadziła z dworca głównego do Str. Gara Ferăstrău, skąd dalej do Ardud. Po trasie kursował także pociąg parowy z wagonami pasażerskimi. Z tramwajów elektrycznych zrezygnowano w 1906 roku i eksploatacja ustała.